# Samet Ak
Samet Ak (ur. 6 sierpnia 1998) – turecki zapaśnik walczący w stylu wolnym. Wicemistrz igrzysk śródziemnomorskich w 2022. Brązowy medalista plażowych MŚ w 2016 roku.